# Два доллара (Австралия)
Впервые австралийская монета достоинством 2 доллара была введена в обращение 20 июня 1988 года для замены двухдолларовой банкноты.
Изображение портрета Елизаветы II на аверсе монет 1988-1998 гг. сделано Рафаэлем Дэвидом Маклауфом (Raphael David Maklouf), 1999-2019 гг. — Иэном Рэнк-Броудли (Ian Rank-Broadley), 2019-2023 гг. — Джоди Кларком (Jody Clark). Изображение портрета Карла III на аверсе монет 2024-2025 гг. сделано Дэном Торном (Dan Thorne). 
Реверс монеты изображает представителя австралийских аборигенов и элементы флоры Австралии. Рисунок был разработан Хорстом Хане (Horst Hahne). 

## Коллекционные монеты
С 1988 года выпускаются коллекционные монеты номиналом 2 доллара. Они изготовляются из драгоценных металлов — серебра и золота 925 или 999 пробы.